# لا گرانده (اورگن)
لا گرانده (به انگلیسی: LaGrande) شهری در شهرستان یونیون ایالت اورگن است و در سرشماری سال ۲۰۱۱ میلادی، ۱۳٬۰۸۲ نفر جمعیت داشته که نسبت به سال ۲۰۱۰، ۰٫۱ درصد رشد جمعیت داشته‌است.

## موقعیت جغرافیایی
موقعیت جغرافیایی شهرها و مناطق اطراف به شرح زیر است: